# Rezerwat przyrody Na Policy
Rezerwat przyrody Na Policy – leśny rezerwat przyrody w gminie Bystra-Sidzina, w powiecie suskim, w województwie małopolskim, na terenie nadleśnictwa Myślenice. Przylega do Rezerwatu na Policy im. prof. Zenona Klemensiewicza, utworzonego w 1972 roku. Znajduje się w Paśmie Policy, które w regionalizacji fizycznogeograficznej Polski według Jerzego Kondrackiego zaliczane jest do Beskidu Żywieckiego, w nowszej regionalizacji z 2018 roku do Beskidu Żywiecko-Orawskiego.
Zajmuje powierzchnię 13,21 ha. Został powołany Rozporządzeniem Ministra Ochrony Środowiska, Zasobów Naturalnych i Leśnictwa z 21 grudnia 1998 roku (Dz.U. z 1998 r. nr 161, poz. 1095). Według aktu powołującego, rezerwat utworzono w celu zachowania ze względów naukowych i dydaktycznych naturalnego boru świerkowego. Teren rezerwatu stanowi część dwóch obszarów Natura 2000: „Na Policy” PLH120012 i „Pasmo Policy” PLB120006.
Przyroda rządzi się tutaj swoimi prawami. Silna wichura spowodowała powalenie znacznej ilości świerków porastających teren rezerwatu. Powalonych świerków nie usunięto, jedynie odcięto kawałki pni zawalające szlak turystyczny i odrzucono je na bok. Ocalałe z wichury świerki zaatakowane zostały przez kornika drukarza i uschły. Miejsca po powalonych i uschniętych świerkach zarastają roślinnością trawiastą i krzaczastymi jarzębinami. W 2006 znaczna część rezerwatu to wiatrołomy, dzięki temu ze szlaku turystycznego prowadzącego przez teren rezerwatu rozciągają się widoki na południową stronę.

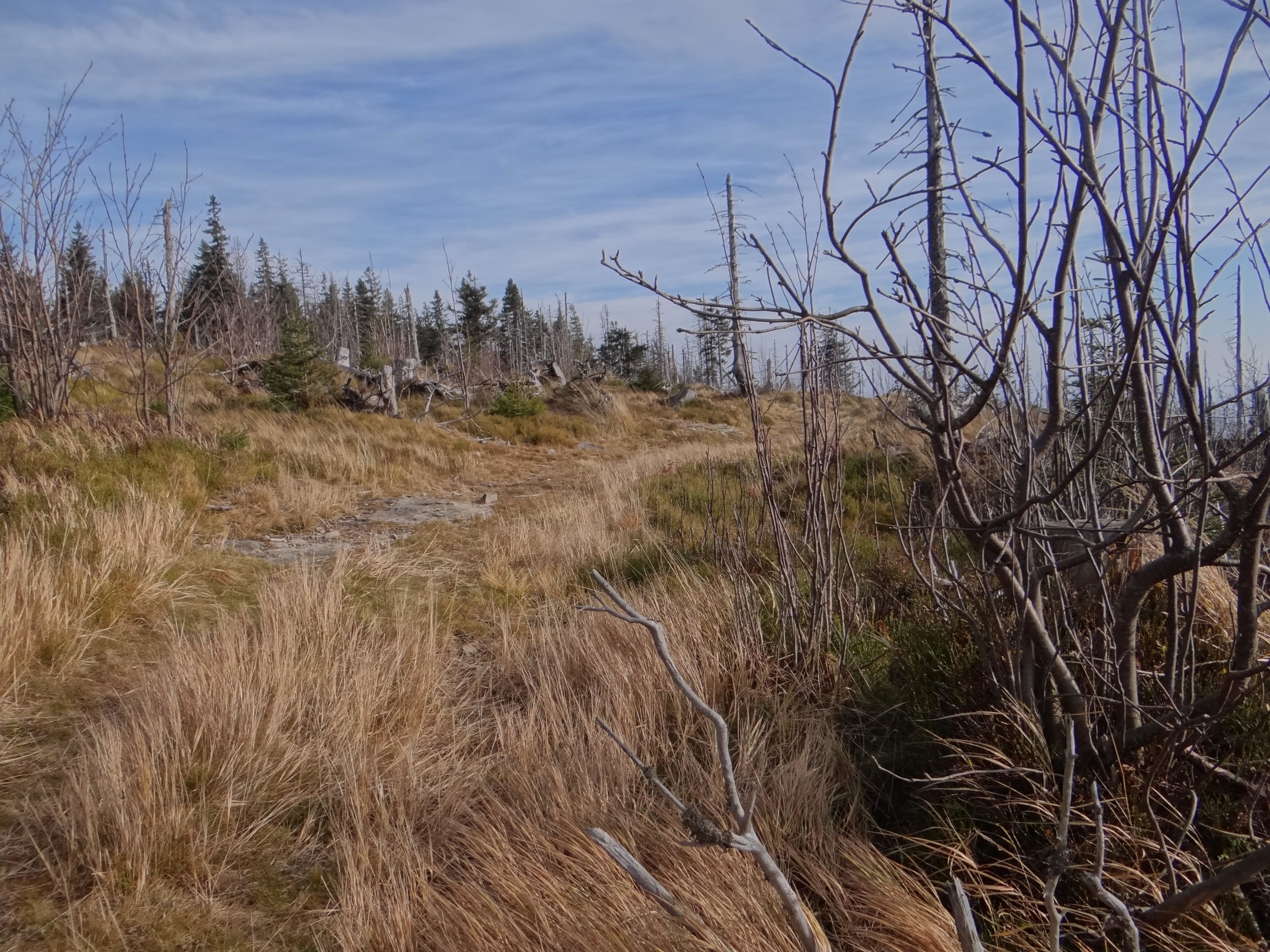
W 2014 znaczna część rezerwatu to wiatrołomy